# Le Grand Livre des robots
Le Grand Livre des robots est un ensemble de recueils de nouvelles et de romans d'Isaac Asimov, publié pour la première fois en 1990.

## Composition
Tome 1 : Prélude à Trantor : 
- Nous les robots (recueil de nouvelles)
- Les Cavernes d'acier
- Face aux feux du soleil.

Tome 2 : La Gloire de Trantor : 
- Les Robots de l'aube
- Les Robots et l'Empire
- Les Courants de l'espace
- Poussière d'étoiles
- Cailloux dans le ciel